# Palma de Mallorca
Palma de Mallorca (catalansk: Palma) er en by og kommune i det østlige Spanien på øen Mallorca i provinsen De Baleariske Øer. Den har et indbyggertal på 431.521 (2024) indbyggere.
Palma de Mallorca er hovedstaden i den spanske autonome region de Baleariske Øer og den største by på øen Mallorca, idet halvdelen af øens befolkning bor i byen.
Byens største indtægt er turisme, som udgør 80% af byens indtægter. 
På grund af den store turisme er Palma de Mallorcas lufthavn den tredje største lufthavn i Spanien efter Madrid Lufthavn og Barcelona Lufthavn. Lufthavnen er beliggende 8 km øst for Palma de Mallorca. I 1992 var der ca. 98.000 starter og landinger i lufthavnen. I 2006 var antallet af starter og landinger forøget til 190.280.